# 1. FC 08 Haßloch
Der 1. FC 08 Haßloch ist ein deutscher Fußballverein mit Sitz in der verbandsfreien Gemeinde Haßloch im rheinland-pfälzischen Landkreis Bad Dürkheim.

## Geschichte

### Gründung bis Zweiter Weltkrieg
Der Verein wurde Anfang 1908 unter dem Namen Fußball-Klub Germania Haßloch gegründet. Am 11. Februar 1911 trat man dann dem Süddeutschen Fußballverband bei. Durch den Ausbruch des Ersten Weltkriegs kam der Spielbetrieb aber erst einmal zum Erliegen. Am 9. Februar 1919 wurde dann beschlossen den Vereinsnamen in Fußball-Verein 08 Haßloch zu ändern. Ab 1920 folgte dann erstmals ein geregelter Spielbetrieb in der A-Klasse. Nach der Machtergreifung der Nationalsozialisten am 30. Januar 1933 mussten die 08er mit mehreren Vereinen im Ort zur Ortsgruppe Haßloch fusionieren. Eine Namensänderung dieses neuen Großvereins folgte dann am 18. März 1938 in Verein für Leibesübungen 1880 (VfL Haßloch). Durch den Zweiten Weltkrieg kam es erneut zu einer immer weiter dezimierten Anzahl an Mitgliedern, auf die schließlich die Abmeldung der letzten Jugendmannschaft im Jahr 1941 folgte. Ab da gab es bis Kriegsende überhaupt keinen Spielbetrieb mehr.

### Nachkriegszeit
Bereits fünf Monate nach Kriegsende fand wieder das erste Spiel statt. Als Nachfolger des VfL wurde dann 1946 die Sportgemeinde Haßloch gegründet. Ab der Saison 1946/47 spielte diese dann wieder in der A-Klasse Mitte und nach dem Gewinn eines Entscheidungsspieles diese Klasse auch halten. Eine weitere Saison später folgte hier dann aber auch der Abstieg in die B-Klasse. Bereits nach einer Saison gelang dann aber wieder der direkte Aufstieg zurück in die A-Klasse. Am 6. September 1951 folgte dann eine weitere Umbenennung des Vereins in Turn- und Sportgemeinde Haßloch. Mit dem Meistertitel der Saison 1952/53 in der A-Klasse, stieg die TSG erstmals in die 2. Amateurliga Vorderpfalz auf. In den folgenden Saisons gelang es des Öfteren dann auch um die Meisterschaft mitzuspielen. Nach der Saison 1960/61 kam es dann sogar gegen den 1. FC Idar 07 zu einem Aufstiegsspiel, welches der Gegner aber mit 3:2 gewinnen sollte. In der Folgesaison reichte es trotz dem neuen Trainer Gerhard Gawliczek wieder nicht für den Aufstieg. Nach der Saison 1963/64 folgte dann sogar wieder der Abstieg in die A-Klasse. Danach gab es wiederum Bestrebungen den Großverein zu verlassen und endlich wieder als eigenständiger Verein aufzutreten. Am 15. April 1965 einigte man sich dann auf die Gründung des 1. FC 08 Haßloch.

### Aufstieg in die 1. Amateurliga
Nach anfänglichen Problem schaffte es der Verein dann im Endspurt der Saison 1968/69 noch auf den ersten Platz und sicherte sich somit den Meistertitel und den damit verbundenen Aufstieg in die 2. Amateurliga. In der Folgesaison konnte die Klasse dann auf dem elften Platz auch gehalten werden. Am 13. Juli 1970 fand sich dann auch erstmals eine Frauen-Mannschaft zu einer Trainingseinheit zusammen, auf welche später auch viele weitere Spiele folgen sollten. Diese Mannschaft existierte danach aber nur noch ein paar Jahre. Nach der Reform der Spielklassen spielte der Verein ab der Saison 1975/76 dann in der nun Bezirksliga Vorderpfalz heißenden Liga. Die nächste Saison sollte dann endlich die Meisterschaft und damit den Aufstieg in die Südwestliga ermöglichen. Die erste Saison in der neuen drittklassigen Liga endete dann mit 32:40 Punkten auf dem 13. Platz, was zum Klassenerhalt in der insgesamt 19 Mannschaften starken Saison ausreichte. Nach der Saison 1977/78 sollte die Amateurliga dann aufgeteilt werden. Die ersten fünf Mannschaften qualifizierten sich für die neue Oberliga Südwest. Dies war auch das Ziel von 08 Haßloch, nach starkem Anfang ging vergrößerte sich dann aber der Abstand zum fünften Platz immer mehr, bis man an Ostern komplett ins Hintertreffen geriet. Am Ende stand die Mannschaft mit 30:46 auf dem 15. Platz was dann noch für die nun viertklassige Verbandsliga Südwest reichen sollte, ein kompletter Absturz in die 2. Amateurliga konnte somit verhindert werden.

### Niedergang bis in die A-Klasse
Die Saison 1978/79 in der Verbandsliga verlief dann relativ ruhig und am Ende landete die Mannschaft mit 35:33 Punkten auf dem achten Platz. Die zweite Saison verlief dann aber desaströs, bereits nach dem 13. Spieltag lag die Mannschaft abgeschlagen mit 3:23 Punkten auf dem letzten Tabellenplatz. An der Situation konnten auch zahlreiche Wechsel bei den Spielern als auch der Trainer nichts helfen, womit die Mannschaft am Ende als Vorletzter in die Bezirksliga Vorderpfalz absteigen musste. Von einem Wiederaufstieg war man danach auch weit entfernt, die beiden nächsten Saison endeten auf dem achten sowie dann sogar auf dem 13. Platz. Die Saison 1982/83 begann dann erneut nicht gut und endete schließlich mit einer hohen Anzahl an Gegentoren wieder in der A-Klasse Mitte, in welcher die Mannschaft nun seit 30 Jahren schon nicht mehr gespielt hatte.
Nach einem Trainerwechsel lief es dann aber endlich wieder besser und die Mannschaft konnte bereits in der Saison 1984/85 wieder die Meisterschaft und damit den Aufstieg feiern. Auch die nächste Saison in der Bezirksliga sollte dann wieder erfolgreich werden. Mit einer stark verjüngten Mannschaft gelang direkt ein fünfter Platz in der Abschlusstabelle der Bezirksliga. Die darauf folgende Saison wurde dann ebenfalls mit dem achten Platz wieder in der oberen Tabellenhälfte abgeschlossen. Ebenfalls erreichte die Mannschaft in dieser Saison das erste Mal in der Vereinsgeschichte das Halbfinale des Verbandspokals. Hier scheiterte man aber am persönlichen Pokalschreck Südwest Ludwigshafen im Elfmeterschießen. Ab 1989 wurde dann vom Verband eine zweigleisige Landesliga eingeführt, welche sich zwischen die Verbands- und die Bezirksliga einreihen sollte. Zur Qualifikation dafür musste mindestens der siebte Rang erreicht werden. Dies gelang 08 dann auch, womit die fünfte Spielklasse gehalten werden konnte.

### Rückkehr in die Verbandsliga
In der Landesliga wurde die Mannschaft dann in die Staffel Ost eingeteilt. Am Ende der Saison 1990/91 gelang dann sogar wieder der Aufstieg in die Verbandsliga. In der Folgesaison spielte die Mannschaft dann aber direkt gegen den Abstieg. Dieser sollte am Ende der Saison 1991/1992 dann aber auch Realität sein. Mehrere Trainerwechsel konnten dann gerade so verhindern, dass die Mannschaft wieder bis in die Bezirksliga durchgereicht wurde. Nach der Saison 1993/94 glückte dann aber auch wieder der Aufstieg in die Verbandsliga. Durch die Einführung der drittklassigen Regionalligen im Jahr 1994, blieb die Mannschaft somit aber immer noch fünftklassig. Im Jahr 1996 gelang dann noch ein weiteres Mal die Teilnahme am Halbfinale des Südwestpokals. Dieses Mal trat man gegen die Amateure des 1. FC Kaiserslautern an. Nach 90 Minuten stand es in dieser Partie Unentschieden, jedoch lag dann in der Verlängerung das Glück beim FCK, welche durch die Golden-Goal-Regel in der 100. Minute das Siegestor erzielten. Damit verpasste die Mannschaft erneut die Teilnahme am Endspiel des Pokals.
Danach konnte sich die Mannschaft über viele Jahre lang in der Liga halten, auch wenn es einige Male zum Abstiegskampf kam. Nach der Saison 2009/10 war die Mannschaft dann sportlich als 14. theoretisch abgestiegen. Da der ATSV Wattenheim, seine Mannschaft jedoch zurückzog, konnte der Abstieg verhindert werden. Da der Kader zur neuen Saison aber schon für die Landesliga zusammengestellt wurde, fehlte in der folgenden Saison dann auch die Spielstärke, womit die Mannschaft danach dann doch abstieg.

### Neuanfang in der Bezirksklasse
Aufgrund finanzieller Altlasten drohte dann sogar die Insolvenz, bedingt dadurch trat die Mannschaft dann nicht in der Landesliga an. Stattdessen wurde der Startplatz der zweiten Mannschaft in der Bezirksklasse übernommen. Auch die Jugendmannschaften rutschten mehr und mehr ab und somit sollte die alte Spielstärke auch nicht auf die schnelle wiederkommen. Die erste Saison in der Bezirksklasse konnte die neue 1. Mannschaft dann auch nur auf dem achten Platz abschließen. Danach wurde es aber besser und die Mannschaft erreicht nach der Saison 2012/13 den dritten Platz, der mittlerweile wieder A-Klasse heißenden Liga. 2014 glückte dann nach der erfolgreichen Teilnahme an einer Aufstiegsrunde auch die Rückkehr in die Bezirksliga. In dieser spielt der Verein bis heute.